# Кокриця
'Кокриця (словен. Kokrica) — поселення в общині Крань, Горенський регіон, Словенія. Висота над рівнем моря: 409,2 м.